# Mount Boland
Mount Boland är ett berg i Antarktis. Det ligger i Västantarktis. Argentina, Chile och Storbritannien gör anspråk på området. Toppen på Mount Boland är 1 065 meter över havet.